# Kunoön
Kunoön är en ö i den södra delen av Lule skärgård, norr om Mannön. Förleden "kuno" är ett gammalt liksom dialektalt ord för kvinna.